# Premio Ernest Orlando Lawrence
El Premio Ernest Orlando Lawrence fue establecido en 1959 en honor del científico que elevó la física estadounidense al máximo nivel.
Ernest Lawrence fue el inventor  del ciclotrón, un acelerador de partículas subatómicas, ganando el Premio Nobel de Física en 1939 por ello. El Laboratorio de Radiación  que desarrolló en Berkeley durante la década de 1930 inició  la era de la megaciencia, en la que los experimentos ya no son hechos por un investigador y unos cuantos ayudantes en la mesa de un laboratorio académico, sino por equipos grandes y multidisciplinares formados por científicos e ingenieros en edificios llenos de equipamiento sofisticado y máquinas científicas enormes. Durante Segunda Guerra Mundial, Lawrence y sus aceleradores contribuyeron al Proyecto de Manhattan, y más tarde jugaron una función principal en establecer el sistema de EE. UU. de laboratorios nacionales, dos de los cuales (Lawrence Berkeley y Lawrence Livermore) son nombrados en su honor.
Poco después la muerte de Lawrence en agosto de 1958, John A. McCone, Presidente de la Comisión de Energía Atómica de los Estados Unidos, escribió al presidente Eisenhower sugiriendo el establecimiento de un premio conmemorativo en el nombre de Lawrence. El presidente Eisenhower accedió, diciendo: "Un premio como ese me parece muy adecuado, tanto como reconocimiento de lo qué  ha dado a nuestro país y a la humanidad como un medio de ayudar para continuar su trabajo a través inspirar a otros para dedicar sus vidas y talentos a esfuerzo científico." El primer Premio Lawrence fue entregado en 1960.

## Premiados
1960
- Hendrik Vadea Bode
- Harvey Brooks
- John S. Adoptivo, Jr.
- Isadore Perlman
- Norman Foster Ramsey
- Alvin M. Weinberg

1961
- Leo Brewer
- Henry Hurwitz Jr.
- Conrad L. Longmire
- Wolfgang K. H. Panofsky
- Kenneth E. Wilzbach

1962
- Andrew Benson
- Richard Feynman
- Herbert Goldstein
- Anthony L. Turkevich
- Herbert F. York

1963
- Herbert J.C. Kouts
- Leo James Rainwater
- Louis Rosen
- James M. Taub
- Cornelius A. Tobias

1964
- Jacob Bigeleisen
- Albert L. Latter
- Harvey M. Pratt
- Marshall N. Rosenbuth
- Theos J. Thompson

- George Un. Cowan
- Floyd M. Culler
- Milton C. Edlund
- Theodore B. Taylor
- Arthur C. Upton

1966
- Harold Agnew
- Ernest C. Anderson
- Murray Gell-Mann
- John R. Huizenga
- Paul R. Vanstrum

1967
- Mortimer M. Elkind
- John M. Googin
- Allen F. Henry
- John O. Rasmussen
- Robert N. Thorn

1968
- James R. Arnold
- E. Richard Cohen
- Val Logsdon Fitch
- Richard Latter
- John B. Storer

1969
- Geoffrey F. Mastica
- Don T. Cromer
- Ely M. Gelbard
- F. Newton Hayes
- John H. Nuckolls

1970
- William J. Bair
- James W. Cobble
- Joseph M. Hendrie
- Michael M. May
- Andrew M. Sessler

1971
- Thomas B. Cook
- Robert L. Fleischer
- Robert L. Hellens
- P. Buford Price
- Robert M. Walker

1972
- Charles C. Cremer
- Sidney D. Drell
- Marvin Goldman
- David A. Shirley
- Paul F. Zweifel

1973
- Louis Baker
- Seymour Sack
- Thomas E. Wainwright
- James Robert Weir
- Sheldon Wolff

1974
- Joseph Cerny
- Harold Paul Fourth
- Henry C. Honeck
- Charles A. McDonald
- Chester R.Richmond

1975
- Evan H. Appelman
- Charles E. Elderkin
- William A. Lokke
- Burton Richter
- Samuel C. C. Ting

1976
- A. Philip Bray
- James Cronin
- Kaye D. Lathrop
- Adolphus L. Lotts
- Edwin D. McClanahan

1977
- James Bjorken
- John L. Emmett
- F. William Studier
- Gareth Thomas
- Decano A. Aguas

1980
- Donald W. Barr
- B. Grant Logan
- Nicholas Samios
- Benno P. Schoenborn
- Charles D. Scott

1981
- Martin Blume
- Yuan Tseh Lee
- Fred R. Mynatt
- Paul B. Selby
- Lowell L. Wood

1982
- George F. Chapline, Jr.
- Mitchell Feigenbaum
- Michael J. Lineberry
- Nicholas Turro
- Raymond E. Wildung

1983
- James Frederick Jackson
- Michael E. Phelps
- Paul H. Rutherford
- Mark S. Wrighton
- George B. Zimmerman

1984
- Robert W. Conn
- John J. Dunn
- Peter L. Hagelstein
- Siegfried Hecker
- Robert B. Laughlin
- Kenneth N. Raymond

1985
- Anthony P. Malinauskas
- William H. Miller
- David R. Nygren
- Gordon C. Osbourn
- Betsy Sutherland
- Thomas Un. Tejedor

1986
- James J. Duderstadt
- Helen T. Edwards
- Joe W. Gris
- C. Bradley Moore
- Gustavus J. Simmons
- James L. Smith

1987
- James W. Gordon
- Miklos Gyulassy
- Sung-Hou Kim
- James L. Kinsey
- J. Robert Merriman
- David E. Moncton

1988
- Mary K. Gaillard
- Richard T. Lahey, Jr.
- Cadena Tsuan Liu
- Gen H. McCall
- Alexander Pinos
- Joseph S. Pared

1990
- John J. Dorning
- James R. Norris
- S. Thomas Picraux
- Wayne J. Shotts
- Maury Tigner
- F. Ward Whicker

1991
- Zachary Fisk
- Richard Fortner
- Rulon Linford
- Peter Schultz
- Richard Smalley
- J. Paso Vandevender

1993
- James G. Anderson
- Robert G. Bergman
- Alan R. Obispo
- Yoon I. Chang
- Robert K. Moyzis
- John W. Shaner
- Carl Wieman

1994
- John D. Boice, Jr.
- E. Michael Campbell
- Gregory J. Kubas
- Edward William Larsen
- John D. Lindl
- Gerard M. Ludtka
- George F. Smoot
- John E. Caja

1996
- Charles Roger Alcock
- Mina J. Bissell
- Thom H. Dunning, Jr.
- Charles V. Jakowatz, Jr.
- Sunil K. Sinha
- Theofanis G. Theofanous
- Jorge Luis Valdes

1998
- Dan Gabriel Cacuci
- Joanna S. Fowler
- Laura H. Greene
- Neil P. Kelly
- Steven E. Koonin
- Mark H. Thiemens
- Ahmed H. Zewail

2002
- C. Jeffrey Brinker
- Claire M. Fraser
- Bruce T. Goodwin
- Keith O. Hodgson
- Saul Perlmutter
- Benjamin D. Santer
- Paul J. Turinsky

2004
- Richard B. Elkind
- Nathaniel J. Fisch
- Bette Korber
- Claire Ellen Max
- Fred N. Mortensen
- Richard J. Saykally
- Ivan K. Schuller
- Gregory W. Veloz

2006
- Paul Alivisatos y Moungi Bawendi
- Malcolm J. Andrews
- Arup K. Chakraborty
- Mi Colgar V. Huynh
- Marc Kamionkowski
- John Zachara
- Steven Zinkle

2009
- Joan F. Brennecke
- William Dorland
- Omar Huracán
- Wim Leemans
- Zhi-Xun Shen
- Sunney Xie

2011
- Riccardo Betti
- Paul C. Canfield
- Mark B. Chadwick
- David E. Chavez
- Amit Goyal
- Thomas P. Guilderson
- Lois Curfman McInnes
- Bernard Matthew Poelker
- Barry F. Smith

2013
- Adam P. Arkin
- Siegfried H. Glenzer
- Stephen C. Myers
- John L. Sarrao
- John C. Wagner
- Margaret S. Wooldridge

2014
- Mei Bai
- Carolyn R. Bertozzi
- Pavel Bochev
- Eric E. Dors
- Christopher L. Fryer
- David J. Schlegel
- Brian D. Wirth
- Peidong Yang
- Jizhong (Joe) Zhou